# Geiselniederung westlich Merseburg
Geiselniederung westlich Merseburg este o arie protejată (arie specială de conservare — SAC, sit de importanță comunitară — SCI) din Germania întinsă pe o suprafață de 57 ha, integral pe uscat.

## Localizare
Centrul sitului Geiselniederung westlich Merseburg este situat la coordonatele 51°20′04″N 11°58′29″E / 51.3344°N 11.9747°E.

## Înființare
Situl Geiselniederung westlich Merseburg a fost declarat sit de importanță comunitară în octombrie 2000 pentru a proteja 4 specii de animale. Situl a fost protejat și ca arie specială de conservare în decembrie 2018.

## Biodiversitate
Situată în ecoregiunea continentală, aria protejată conține 5 habitate naturale: Pășuni continentale udate de apa mării, Liziere de ierburi înalte hidrofile de câmpie și de nivel montan până la alpin, Pajiști aluvionare inundabile, de Cnidion dubii, Fânețe de joasă altitudine (Alopecurus pratensis, Sanguisorba officinalis), Păduri aluvionare cu Alnus glutinosa și Fraxinus excelsior (Alno-Padion, Alnion incanae, Salicion albae).
La baza desemnării sitului se află mai multe specii protejate:
- mamifere (2): liliac cârn (Barbastella barbastellus), liliacul mic cu potcoavă (Rhinolophus hipposideros)
- nevertebrate (2): Vertigo angustior, Vertigo moulinsiana

Pe lângă speciile protejate, pe teritoriul sitului au mai fost identificate 1 specie de plante, 3 specii de amfibieni, 3 specii de mamifere, 1 specie de nevertebrate.